# Per-Anders Rydelius
Per-Anders Rydelius, född 5 december 1945 i Oscars församling i Stockholm, död 25 december 2021 i Ekerö distrikt, Stockholms län, var en svensk läkare, överläkare och professor i barn- och ungdomspsykiatri.

## Uppväxt och karriär
Rydelius växte upp i Härnösand och läste medicin i Göteborg och Umeå. Han var son till socialvårdssysssloman Anders Åke Rydelius och kurator Signe Gravilda Wikander.
Efter medicinska studier blev Rydelius läkare, fick sin legitimation 1971 och blev specialist i barn- och ungdomspsykiatri 1977 och överläkare vid S:t Görans sjukhus och Astrid Lindgrens barnsjukhus, Karolinska universitetssjukhuset. Han disputerade 1981 vid Karolinska Institutet på en avhandling om barn till alkoholiserade fäder. År 1989 blev han professor vid Karolinska institutet. Han var prefekt för institutionen för kvinnors och barns hälsa under åren 2000–2006.

## Inriktning och engagemang
Rydelius värnade om samverkan mellan medicin och pedagogik och föreläste gärna om läkepedagogik och skolhälsovårdens betydelse. En favorit var Alfhild Tamm, Sveriges första kvinnliga psykiatriker och tidig expert på språkstörningar hos barn. Detta skulle också bli ett centralt område inom specialpedagogiken.
På 1990-talet var Rydelius initiativtagare till ett tvärvetenskapligt projekt som kallades Specialpedagogiskt forum. Det var ett samarbete mellan Karolinska institutet, Lärarhögskolan i Stockholm och Mälardalens högskola. Projektet fick stöd av Vetenskapsrådet och genomförde flera kurser i en gemensam forskarutbildning.
Rydelius var sedan i slutet 1980-talet ledamot och vice ordförande i styrelsen för Stiftelsen Solstickan – en stiftelse som grundades redan år 1936 till förmån för barn och gamla. Stiftelsen stöder sociala projekt, delar ut ett Solstickepris varje år och finansierar viss forskning. Rydelius var aktivt engagerad i stiftelsens olika delar, läste alla projektansökningar och föreslog vilka belopp, som skulle delas ut. Symposier med Solstickepristagare har letts av Rydelius under många år. Genom sitt långa engagemang har han varit en källa till kunskap om olika sociala verksamheter.
Stiftelsens forskningsengagemang initierades av bland andra Rydelius, som nogsamt såg till att såväl samhällsinriktad forskning som medicinsk forskning prioriterades. Forskarstuderande inom områdena barn, ungdomar och äldre har därmed genom stiftelsen fått stipendium för att under begränsad tid helt kunna fokusera på sina projekt. Rydelius tilldelades 2021 ett Solstickehederspris för sina insatser för stiftelsen. Prissumman gick till verksamheter, som låg Rydelius varmt om hjärtat.

## Privatliv
Per-Anders Rydelius var från 1969 till sin död gift med specialpedagogen Eva-Lena Janzén och fick två barn tillsammans med henne.